# モル的分子的
哲学者ユニット、ドゥルーズ＆ガタリが、著作『アンチ・オイディプス』、『千のプラトー』の中で展開した疑似科学的概念。モルが気体の粒子として混合されると体積の和になるのに比して、分子は多様に化合物を生成することで体積は様々であることから、統計的計数的秩序に属する現実世界と、多様で自由な創造活動がなされるヒトの無意識の世界との対比をするのに用いた。この概念と、もうひとつ器官なき身体の概念が理解できると、彼らの著作は一気に見通しの良いものになる。